# Brebu (Caraș-Severin)
Brebu is een Roemeense gemeente in het district Caraș-Severin.
Brebu telt 1049 inwoners.